# Cryptorhopalum obesulum
Cryptorhopalum obesulum är en skalbaggsart som beskrevs av Thomas Casey 1900. Cryptorhopalum obesulum ingår i släktet Cryptorhopalum och familjen ängrar. Inga underarter finns listade i Catalogue of Life.